# Esox
Genre
Les brochets (genre Esox) sont des poissons carnassiers d'eau douce, de répartition holarctique, principalement piscivores. Ils sont normalement les prédateurs absolus de leurs plans d'eau (à l'exception du brochet d'Amérique). Un brochet parvenu à une bonne taille n'a pas d'autres prédateurs que les autres brochets et l'humain.

## Caractéristiques
Les caractéristiques communes à tous les brochets sont leur silhouette fusiforme, une tête « en bec de canard », des nageoires concentrées vers l'arrière, environ 700 dents extrêmement tranchantes et une alimentation carnée. Souvent sujet à des histoires de pêche, les brochets n'hésitent pas, à longueur d'année, à dérober les poissons des lignes des pêcheurs. Ils s'attaquent aux canetons, aux rats musqués et atteignent des tailles impressionnantes dans les lacs et rivières. Certaines espèces présentent des sujets qui dépassent les 150 cm.
Leur chair est estimée pour certaines cuisines mais leur position au sommet de la chaîne alimentaire devrait limiter la consommation des gros spécimens qui ont tendance à bioaccumuler les éléments-traces métalliques. La remise à l'eau systématique des captures est de plus en plus populaire, notamment chez les pêcheurs passionnés du maskinongé, espèce fluviale et lacustre. Par exemple, certains sites dédiés à la pêche au « maski » ne publient aucune photo de poisson mort.

## Liste des espèces

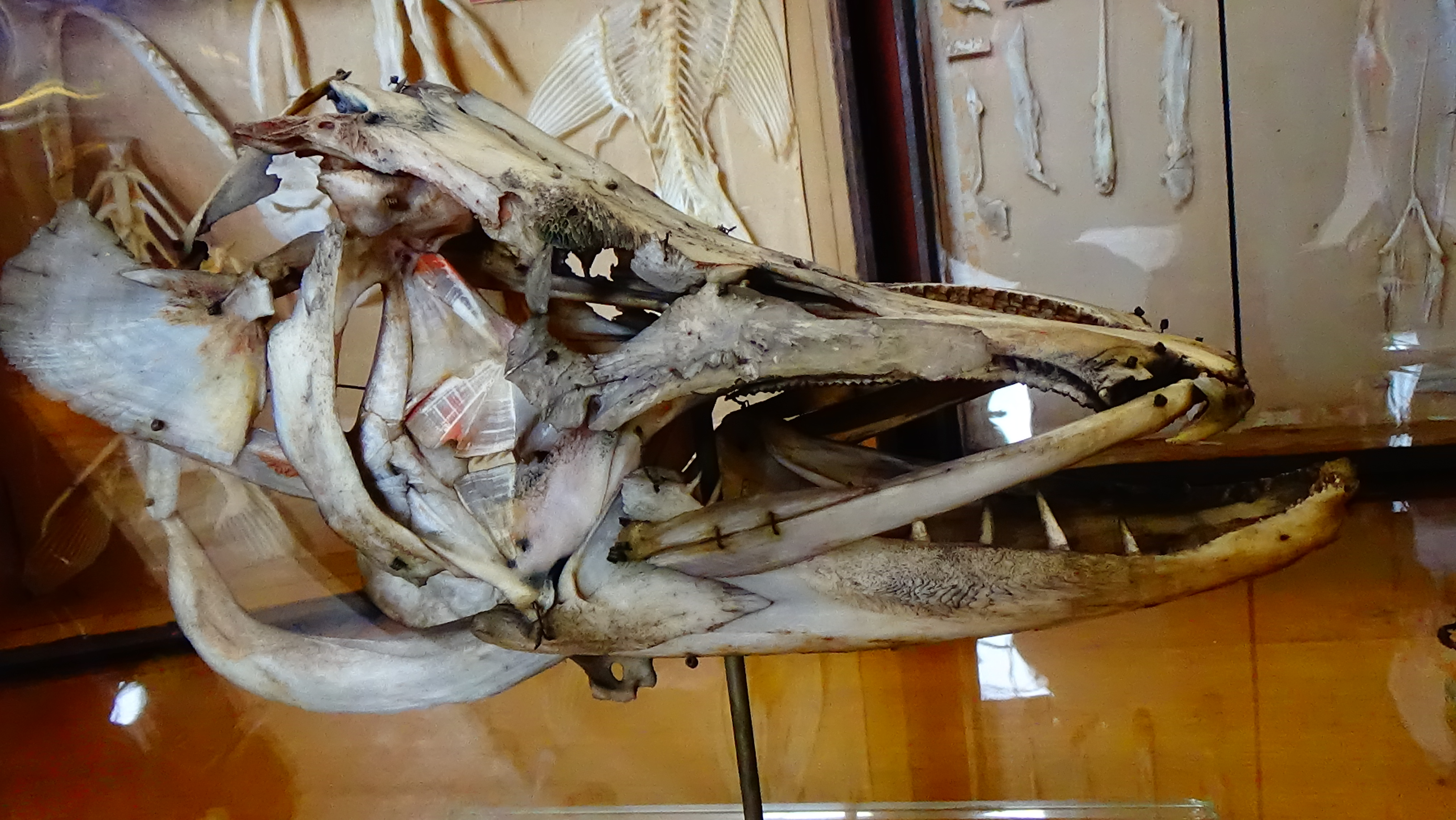
Esox Lucius - squelette mnhn Paris

- Esox americanus Gmelin, 1789 — brochet d'Amérique (vermiculé)

Brochet de petite taille, le plus petit de la famille.
- Esox aquitanicus Denys, Dettai, Persat, Hautecoeur & Keith, 2014

Son aire de répartition est limitée au Sud-Ouest de la France (bassins de la Charente à l’Adour). Elle se distingue du brochet commun par une robe marbrée, un museau plus court et un nombre moins élevé de vertèbres et d’écailles sur la ligne latérale.
- Esox cisalpinus Bianco & Delmastro, 2011

On le trouve dans le centre et le nord de l'Italie (Europe du Sud).
- Esox lucius Linnaeus, 1758 — grand brochet

Brochet le plus connu, il est omniprésent dans tout l'hémisphère nord, c'est un des plus grands représentants.
- Esox masquinongy Mitchill, 1824 — maskinongé

Le plus grand représentant de la famille, présent uniquement en Amérique du nord.
- Esox niger Lesueur, 1818 — brochet maillé

Espèce de taille moyenne pour un brochet, c'est un brochet de l'est de l'Amérique du nord.
- Esox reichertii Dybowski, 1869 - brochet de l'Amour

De taille moyenne également, il a une robe argentée qui rappelle le maskinongé.

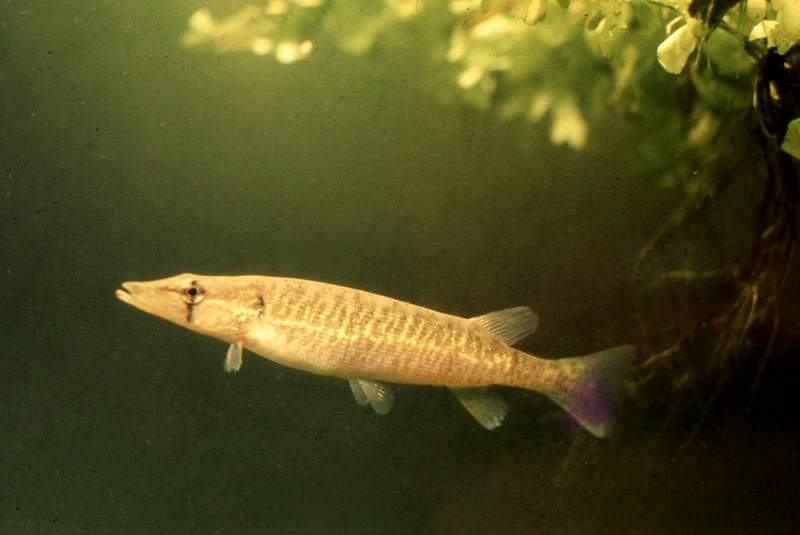
Esox americanus
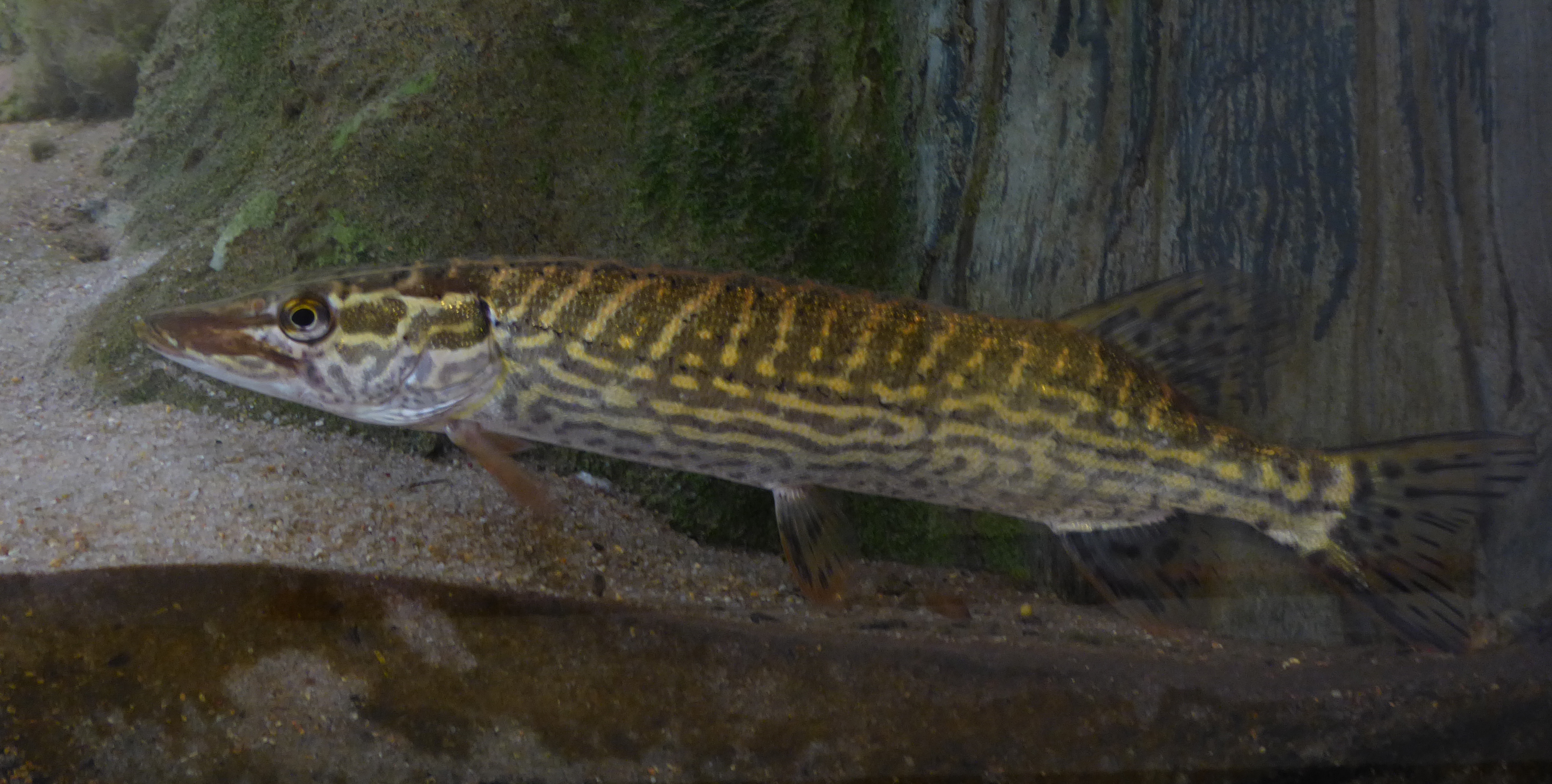
Esox cisalpinus
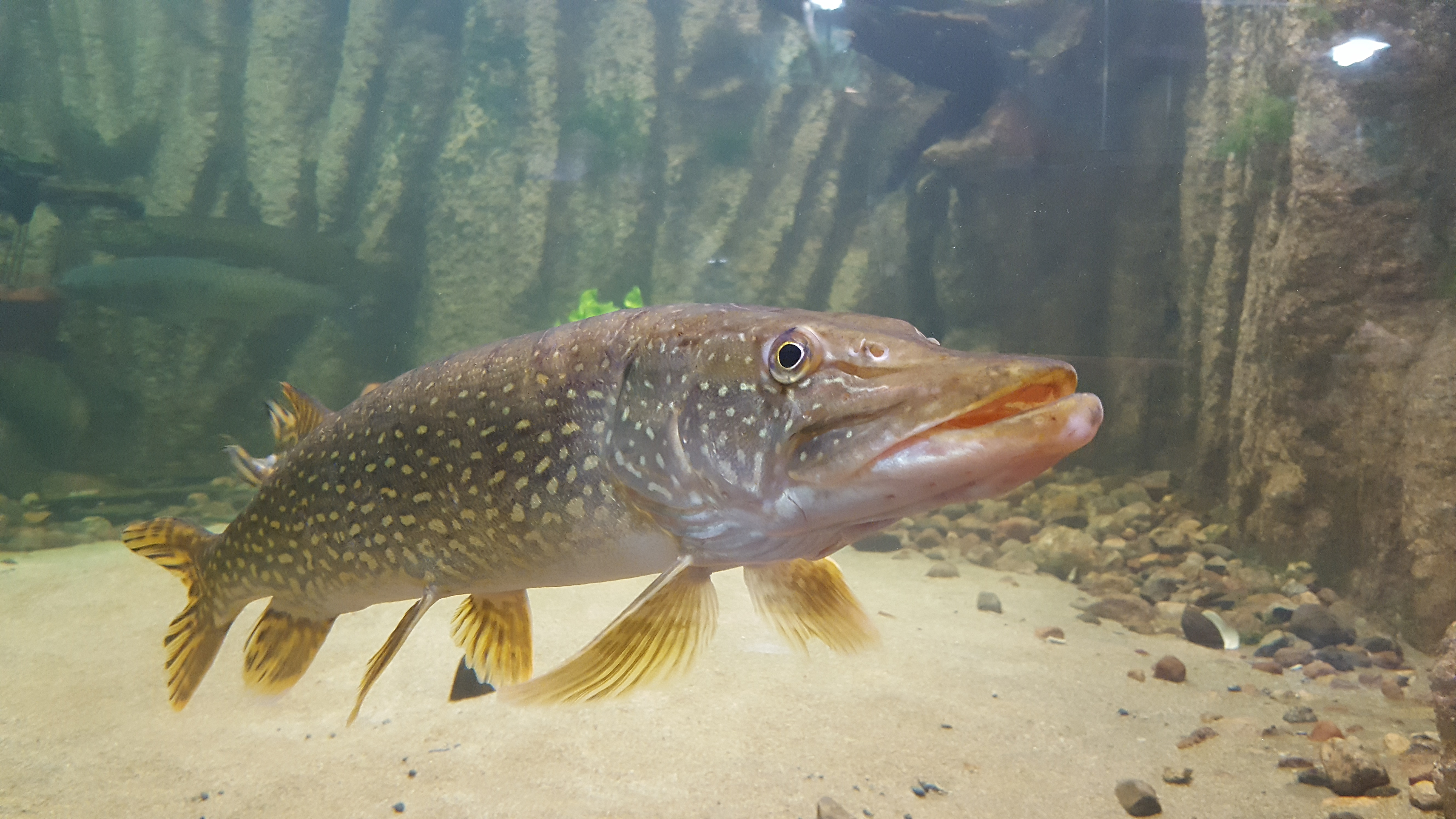
Esox lucius
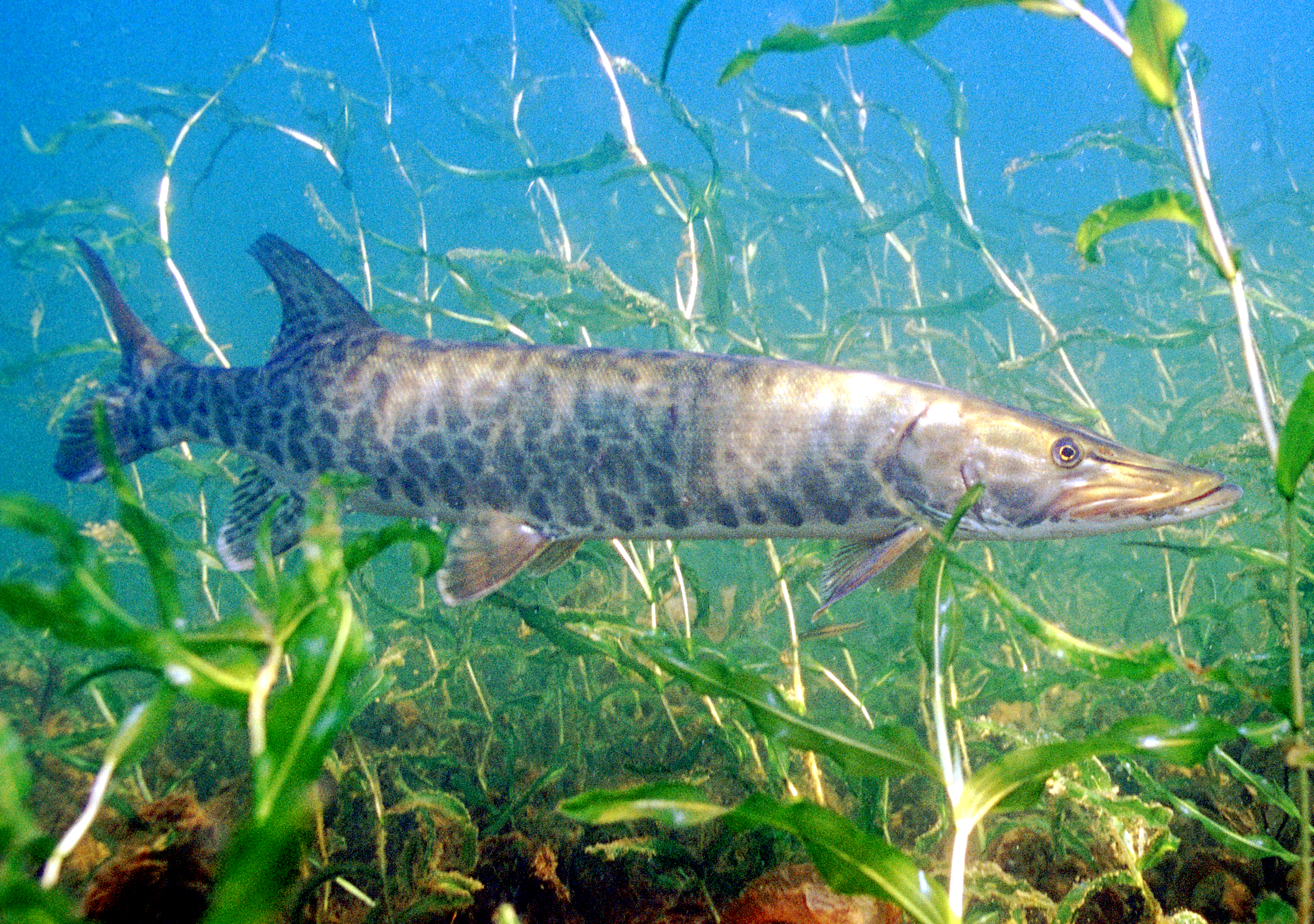
Esox masquinongy
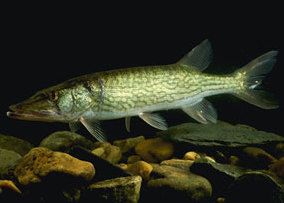
Esox niger
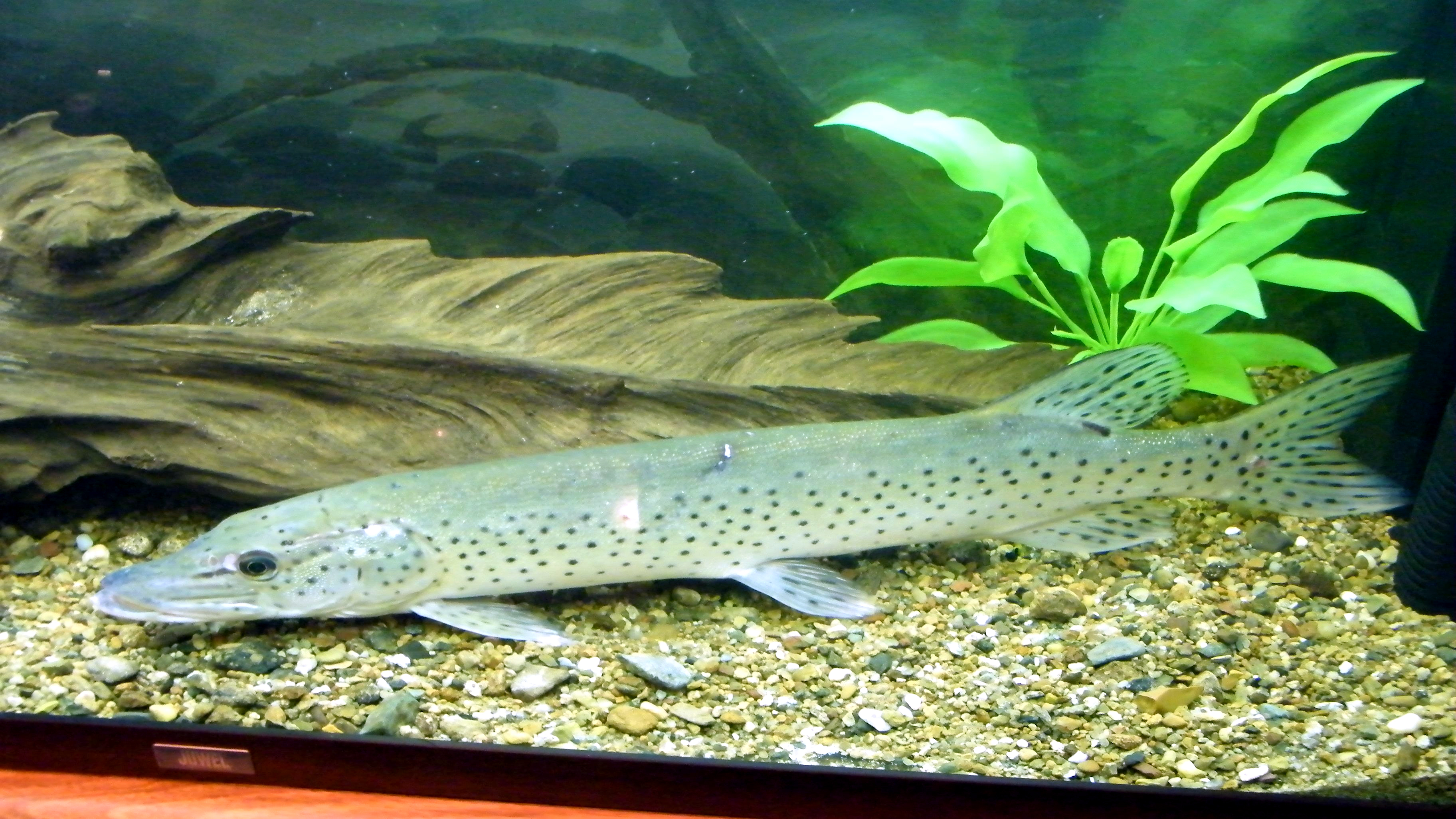
Esox reichertii
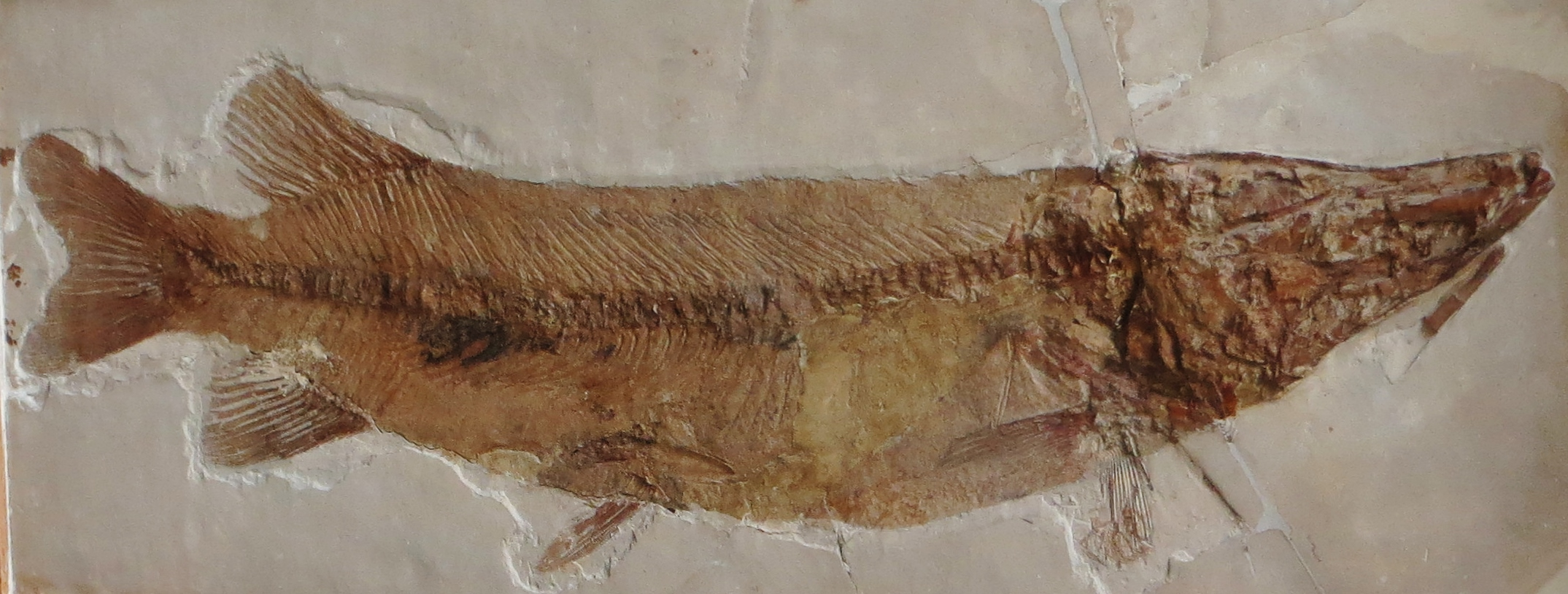
Fossile d'Esox lepidotus.

## Homoplasie du barracuda
Contrairement à la croyance populaire le barracuda n'est pas dans la même famille que le brochet, auquel il n'est d'ailleurs pas du tout apparenté. C'est un exemple d'évolution convergente.